# FC Sochaux
FC Sochaux-Montbéliard (FCSM) (meestal gewoon FC Sochaux) is een Franse voetbalclub uit Montbéliard.
De club was al vrij succesvol kort na de oprichting en won twee landstitels in de jaren dertig. In de periode na de Tweede Wereldoorlog begonnen de resultaten minder te worden, en de Lionceaux veranderden van een topclub tot een middenmoter, die het vooral moest hebben van zijn uitstekende jeugdopleiding. Alleen Olympique Marseille speelde langer in de hoogste klasse dan Sochaux. De laatste paar jaren lijkt de club weer op de weg terug te zijn. Sinds 2000 plaatste de club zich vier keer voor Europees voetbal. Nog steeds staat de club bekend om zijn uitstekende jeugdopleiding, die spelers heeft voortgebracht als Benoît Pedretti en Pierre-Alain Frau.

## Geschiedenis
De club werd opgericht in 1928 als Football Club Sochaux door arbeiders van de Peugeot-fabriek in de stad, als tijdverdrijf. De daaropvolgende jaren zocht het management van Sochaux over heel Europa naar getalenteerde spelers, om uiteindelijk de eerste professionele voetbalclub in Frankrijk te worden. Op 25 augustus 1929 werd het Stade du Champ de Foire ingehuldigd met een wedstrijd tegen AS Montbéliard. Sochaux verpletterde Montbéliard met 6-0. Sochaux nam al snel de plaats in van AS Valentigney in de harten van de inwoners van de agglomeratie Montbéliard. In juni 1930 slokte de club AS Montbéliard, opgericht in 1910, op en nam zo zijn huidige naam aan.
De club richtte de Coupe Peugeot in en nodigde de beste teams van het land uit. De finale werd in het Parijse Parc des Princes gespeeld voor 10.000 toeschouwers. Sochaux versloeg Olympique Lillois met 6-1. Na twee edities werd de Coupe echter afgeschaft.
In 1932/33 richtte de Franse voetbalbond voor het eerst een profkampioenschap in. In het eerste seizoen waren er twee reeksen met tien clubs. Sochaux werd gedeeld tweede met AS Cannes. Het volgende seizoen was er nog maar één reeks met veertien clubs en dit keer werd de club slechts twaalfde. In 1934/35 streed Sochaux samen met RC Strasbourg voor de titel en won deze uiteindelijk met 1 punt voorsprong. Na een vierde plaats het volgende seizoen volgde een nieuwe gooi naar de titel. Met zes Franse internationals en drie buitenlandse streed de club samen met Olympique Marseille en RC Paris voor de titel. Aan het einde van het seizoen stonden Marseille en Sochaux samen aan de leiding, maar de titel ging naar Marseille omdat ze een beter doelsaldo hadden. Troostprijs dat jaar was een eerste bekereindzege tegen Strasbourg. In 1937/38 nam de club wraak op Marseille en won met twee punten voorsprong de landstitel. In het laatste vooroorlogse seizoen werd de zesde plaats bereikt.
Het uitbreken van de Tweede Wereldoorlog stopte brutaal de ambities van de club. Sochaux lag in de verboden zone en kon de eerste twee jaar niet deelnemen aan het kampioenschap. Enkel in 1942/43 nam de club deel aan het noordelijke kampioenschap en werd achtste op zestien clubs.
In het eerste naoorlogse seizoen degradeerde de club voor het eerst naar de tweede klasse. De naam van het Stade de la Forge werd veranderd in Stade Auguste Bonal. In de tweede klasse werd de club met vijf punten voorsprong op Olympique Alès kampioen en keerde meteen terug naar de elite. Om te vermijden dat de club nog vaak zou degraderen begonnen ze met een jeugdopleiding. De beste jonge spelers van het land werden binnengehaald en werkten in de Peugeot-fabriek en voetbalden dan voor Sochaux. Dit wierp zijn vruchten af en de club werd een subtopper en in 1952/53 werd de club vicekampioen achter Stade de Reims. De volgende seizoenen eindigde de club wisselend in de subtop of de middenmoot. In de Beker van Frankrijk van 1958/59 versloeg de club op weg naar de finale onder andere eersteklassers SCO Angers, Toulouse FC en Stade Rennais. In de finale werd het uitgeloot tegen Le Havre AC en na een gelijkspel verloor de club met 3-0 en zag een bekeroverwinning aan zijn neus voorbijgaan. In de competitie werd dat jaar de vijfde plaats behaald.
In 1959/60 werd de zeventiende plaats bereikt en aangezien er vier clubs degradeerden moest Sochaux een stapje terugzetten, maar kon meteen terugkeren. Sochaux werd nu een liftploeg, want de club promoveerde en degradeerde meteen. Na twee seizoenen kon de club opnieuw promoveren en zich nu voor langere tijd in de eerste klasse vestigen. Na enkele redelijke seizoenen werd in 1967/68 de derde plaats behaald. Vier jaar later deed de club dit nog eens over en plaatste zich hierdoor voor het eerst voor Europees voetbal, maar het Deense BK Frem was te sterk voor de club. Na enkele middelmatige seizoenen werd Sochaux opnieuw derde in 1975/76, maar werd in Europa opnieuw in de eerste ronde verslagen. Vier jaar later werd Sochaux vicekampioen achter FC Nantes en kon nu voor het eerst potten breken in Europa. De club schakelde onder andere het Duitse Eintracht Frankfurt uit, maar beet uiteindelijk zijn tanden stuk op het Nederlandse AZ Alkmaar in de halve finale van de UEFA Cup. Na een veertiende plaats kon de club het jaar erna opnieuw derde worden. De volgende jaren zetelde de club in de middenmoot tot in 1975/76 onverwachts een degradatie volgde na 24 jaar hoogste klasse. Onder leiding van trainer Silvester Takać werd de club met zeventien punten voorsprong op Olympique Lyon kampioen. Lyon werd zelfs met 7-1 verslagen. In de beker bereikte de club de finale en verloor daar van FC Metz. De volgende twee seizoenen werd de club vierde en kwalificeerde zich in 1989 voor de UEFA Cup en maakte het Luxemburgse Jeunesse d'Esch met de grond gelijk en werd dan uitgeschakeld door Fiorentina op basis van de regel dat uitdoelpunten dubbel tellen. De volgende seizoenen verliep het minder goed en in 1994/95 werd de club laatste. Na twee seizoenen werd Sochaux kampioen en keerde zo terug.
In de tweede klasse eindigde de club twee seizoenen in de middenmoot en werd dan derde. Deze drie jaren waren de langste periode in de geschiedenis van de club dat Sochaux niet in de hoogste klasse speelde. Na één seizoen werd de club terug naar de tweede klasse verwezen. In 2000 werd het stadion vernieuwd en beschikte nu over net meer dan 20.000 plaatsen. In de tweede klasse werd de club kampioen. Het volgende seizoen plaatste de club zich voor de Intertoto Cup en bereikte de halve finales, maar werd daar uitgeschakeld door het Londense Fulham. Na een vijfde plaats in 2002/03, onder leiding van trainer Guy Lacombe, nam de club opnieuw deel aan de UEFA Cup en schakelde onder andere Borussia Dortmund uit met een 4-0-overwinning. Tegen Inter speelde de club twee keer gelijk, maar moest het onderspit delven omdat de Italianen twee keer gescoord hadden in Sochaux. Het volgende seizoen werd opnieuw de vijfde plaats behaald en met winst in de Coupe de la Ligue werd voor het eerst sinds 1938 een prestigieuze prijs behaald. Een jaar eerder stond de club ook al in de finale, maar verloor toen van AS Monaco. De UEFA Cup was inmiddels veranderd en ook hier waren er nu groepsfases. Sochaux plaatste zich hiervoor na 9 keer te scoren in twee wedstrijden tegen het Noorse Stabæk. Met drie overwinningen in de groepsfase werd Sochaux tweede achter Newcastle United en plaatste zich zo voor de derde ronde, waar het Griekse Olympiakos te sterk was.
Na twee middelmatige seizoenen werd in 2006/07 de zevende plaats behaald en voor de tweede keer in de geschiedenis een bekeroverwinning, precies zeventig jaar na de eerste. Europees werd de club in de eerste ronde uitgeschakeld, door opnieuw een Griekse club. De volgende drie seizoenen eindigde FC Sochaux in de lagere middenmoot. Na een vijfde plaats in 2010/11 plaatste de club zich voor de Europa League, maar werd meteen uitgeschakeld door Metalist Charkov. Hierna ging het weer bergafwaarts tot een degradatie volgde in 2013/14. Ondanks een plaats in de subtop in 2023 degradeerde de club naar de derde klasse door financiële problemen. 

## Erelijst
- Landskampioen

1935, 1938
- Kampioen divisie 2

1947, 2001
- Bekerwinnaar

Winnaar: 1937, 2007
Finalist: 1959, 1967, 1988
- Coupe de la Ligue

Winnaar: 2004
Finalist: 2003

## Eindklasseringen
- 1946 18e
Division Nationale
- 1947 1e
Division Interrégionale
- 1948 9e
Division Nationale
- 1949 5e
Division Nationale
- 1950 6e
Division Nationale
- 1951 12e
Division Nationale
- 1952 12e
Division Nationale
- 1953 2e
Division Nationale
- 1954 11e
Division Nationale
- 1955 5e
Division Nationale
- 1956 11e
Division Nationale
- 1957 7e
Division Nationale
- 1958 12e
Division Nationale
- 1959 5e
Division Nationale
- 1960 17e
Division Nationale
- 1961 3e
Division Interrégionale
- 1962 18e
Division Nationale
- 1963 3e
Division Interrégionale
- 1964 2e
Division Interrégionale
- 1965 10e
Division Nationale
- 1966 7e
Division Nationale
- 1967 13e
Division Nationale
- 1968 3e
Division Nationale
- 1969 12e
Division Nationale
- 1970 9e
Division Nationale
- 1971 10e
Division Nationale
- 1972 3e
Division Nationale
- 1973 11e
Division 1
- 1974 7e
Division 1
- 1975 17e
Division 1
- 1976 3e
Division 1
- 1977 14e
Division 1
- 1978 9e
Division 1
- 1979 9e
Division 1
- 1980 2e
Division 1
- 1981 14e
Division 1
- 1982 3e
Division 1
- 1983 12e
Division 1
- 1984 7e
Division 1
- 1985 8e
Division 1
- 1986 15e
Division 1
- 1987 18e
Division 1
- 1988 1e
Division 2
- 1989 4e
Division 1
- 1990 4e
Division 1
- 1991 18e
Division 1
- 1992 17e
Division 1
- 1993 16e
Division 1
- 1994 14e
Division 1
- 1995 20e
Division 1
- 1996 10e
Division 2
- 1997 11e
Division 2
- 1998 3e
Division 2
- 1999 17e
Division 1
- 2000 4e
Division 2
- 2001 1e
Division 2
- 2002 8e
Division 1
- 2003 5e
Ligue 1
- 2004 5e
Ligue 1
- 2005 10e
Ligue 1
- 2006 15e
Ligue 1
- 2007 7e
Ligue 1
- 2008 14e
Ligue 1
- 2009 14e
Ligue 1
- 2010 16e
Ligue 1
- 2011 5e
Ligue 1
- 2012 14e
Ligue 1
- 2013 15e
Ligue 1
- 2014 18e
Ligue 1
- 2015 10e
Ligue 2
- 2016 15e
Ligue 2
- 2017 13e
Ligue 2
- 2018 10e
Ligue 2
- 2019 16e
Ligue 2
- 2020 14e
Ligue 2
- 2021 7e
Ligue 2
- 2022 5e
Ligue 2
- 2023 9e
Ligue 2
- 2024 8e
National
- 2025 12e
National

- Niveau 1
- Niveau 2
- Niveau 3

| Seizoen            | Divisie            | №                  | Duels              | Winst              | Gelijk             | Verlies            | Doelsaldo          |
| Division Nationale | Division Nationale | Division Nationale | Division Nationale | Division Nationale | Division Nationale | Division Nationale | Division Nationale |
| ------------------ | ------------------ | ------------------ | ------------------ | ------------------ | ------------------ | ------------------ | ------------------ |
| 1932/33            | Groep B            | 3                  | 18                 | 9                  | 4                  | 5                  | 40–31              |
| Division 1         |                    |                    |                    |                    |                    |                    |                    |
| 1933/34            | Top division       | 12                 | 26                 | 9                  | 4                  | 13                 | 60–70              |
| 1934/35            | Top division       | 1                  | 30                 | 22                 | 4                  | 4                  | 94–36              |
| 1935/36            | Top division       | 4                  | 30                 | 12                 | 11                 | 7                  | 81–38              |
| 1936/37            | Top division       | 2                  | 30                 | 16                 | 6                  | 8                  | 56–42              |
| 1937/38            | Top division       | 1                  | 30                 | 18                 | 8                  | 4                  | 69–26              |
| 1938/39            | Top division       | 6                  | 30                 | 14                 | 4                  | 12                 | 65–39              |
| 1945/46            | Top division       | 18                 | 34                 | 4                  | 7                  | 23                 | 35–79              |
| Division 2         |                    |                    |                    |                    |                    |                    |                    |
| 1946/47            | Top division       | 1                  | 42                 | 25                 | 13                 | 4                  | 141–61             |
| Division 1         |                    |                    |                    |                    |                    |                    |                    |
| 1947/48            | Top division       | 9                  | 34                 | 13                 | 8                  | 13                 | 63–59              |
| 1948/49            | Top division       | 5                  | 34                 | 16                 | 6                  | 12                 | 74–52              |
| 1949/50            | Top division       | 6                  | 34                 | 16                 | 6                  | 12                 | 65–51              |
| 1950/51            | Top division       | 12                 | 34                 | 13                 | 6                  | 15                 | 52–56              |
| 1951/52            | Top division       | 12                 | 34                 | 12                 | 7                  | 15                 | 51–54              |
| 1952/53            | Top division       | 2                  | 34                 | 18                 | 8                  | 8                  | 72–58              |
| 1953/54            | Top division       | 11                 | 34                 | 9                  | 12                 | 13                 | 55–57              |
| 1954/55            | Top division       | 5                  | 34                 | 15                 | 6                  | 13                 | 64–53              |
| 1955/56            | Top division       | 12                 | 34                 | 13                 | 6                  | 15                 | 51–60              |
| 1956/57            | Top division       | 7                  | 34                 | 14                 | 5                  | 15                 | 63–62              |
| 1957/58            | Top division       | 12                 | 34                 | 13                 | 6                  | 15                 | 61–61              |
| 1958/59            | Top division       | 5                  | 38                 | 17                 | 9                  | 12                 | 72–66              |
| 1959/60            | Top division       | 17                 | 38                 | 8                  | 11                 | 19                 | 40–67              |
| Division 2         |                    |                    |                    |                    |                    |                    |                    |
| 1960/61            | Top division       | 3                  | 36                 | 18                 | 10                 | 8                  | 58–36              |
| Division 1         |                    |                    |                    |                    |                    |                    |                    |
| 1961/62            | Top division       | 18                 | 38                 | 8                  | 12                 | 18                 | 55–69              |
| Division 2         |                    |                    |                    |                    |                    |                    |                    |
| 1962/63            | Top division       | 3                  | 36                 | 21                 | 9                  | 6                  | 68–33              |
| 1963/64            | Top division       | 2                  | 34                 | 16                 | 12                 | 6                  | 62–39              |
| Division 1         |                    |                    |                    |                    |                    |                    |                    |
| 1964/65            | Top division       | 10                 | 34                 | 13                 | 8                  | 13                 | 49–45              |
| 1965/66            | Top division       | 7                  | 38                 | 15                 | 9                  | 14                 | 61–56              |
| 1966/67            | Top division       | 13                 | 38                 | 11                 | 13                 | 14                 | 43–53              |
| 1967/68            | Top division       | 3                  | 38                 | 16                 | 11                 | 11                 | 48–39              |
| 1968/69            | Top division       | 12                 | 34                 | 11                 | 7                  | 16                 | 49–55              |
| 1969/70            | Top division       | 9                  | 34                 | 12                 | 10                 | 12                 | 48–55              |
| 1970/71            | Top division       | 10                 | 38                 | 14                 | 10                 | 14                 | 58–55              |
| 1971/72            | Top division       | 3                  | 38                 | 21                 | 5                  | 12                 | 57–42              |
| 1972/73            | Top division       | 11                 | 38                 | 12                 | 13                 | 13                 | 56–54              |
| 1973/74            | Top division       | 7                  | 38                 | 17                 | 8                  | 13                 | 59–46              |
| 1974/75            | Top division       | 17                 | 38                 | 11                 | 10                 | 17                 | 41–49              |
| 1975/76            | Top division       | 3                  | 38                 | 16                 | 14                 | 8                  | 59–50              |
| 1976/77            | Top division       | 13                 | 38                 | 12                 | 10                 | 16                 | 45–56              |
| 1977/78            | Top division       | 9                  | 38                 | 15                 | 10                 | 13                 | 65–54              |
| 1978/79            | Top division       | 9                  | 38                 | 15                 | 9                  | 14                 | 63–53              |
| 1979/80            | Top division       | 2                  | 38                 | 24                 | 6                  | 8                  | 77–36              |
| 1980/81            | Top division       | 14                 | 38                 | 10                 | 14                 | 14                 | 51–59              |
| 1981/82            | Top division       | 3                  | 38                 | 20                 | 9                  | 9                  | 59–43              |
| 1982/83            | Top division       | 12                 | 38                 | 9                  | 17                 | 12                 | 52–53              |
| 1983/84            | Top division       | 7                  | 38                 | 14                 | 13                 | 11                 | 46–34              |
| 1984/85            | Top division       | 8                  | 38                 | 12                 | 14                 | 12                 | 56–43              |
| 1985/86            | Top division       | 15                 | 38                 | 11                 | 12                 | 15                 | 47–57              |
| 1986/87            | Top division       | 18                 | 38                 | 9                  | 13                 | 16                 | 35–51              |
| Division 2         |                    |                    |                    |                    |                    |                    |                    |
| 1987/88            | Groep A            | 1                  | 34                 | 29                 | 3                  | 2                  | 97–17              |
| Division 1         |                    |                    |                    |                    |                    |                    |                    |
| 1988/89            | Top division       | 4                  | 38                 | 19                 | 11                 | 8                  | 50–28              |
| 1989/90            | Top division       | 4                  | 38                 | 17                 | 9                  | 12                 | 46–39              |
| 1990/91            | Top division       | 18                 | 38                 | 8                  | 16                 | 14                 | 24–33              |
| 1991/92            | Top division       | 17                 | 38                 | 9                  | 13                 | 16                 | 35–50              |
| 1992/93            | Top division       | 16                 | 38                 | 11                 | 10                 | 17                 | 33–50              |
| 1993/94            | Top division       | 14                 | 38                 | 10                 | 13                 | 15                 | 39–48              |
| 1994/95            | Top division       | 20                 | 38                 | 6                  | 5                  | 27                 | 29–68              |
| Division 2         |                    |                    |                    |                    |                    |                    |                    |
| 1995/96            | Top division       | 10                 | 42                 | 15                 | 14                 | 13                 | 49–40              |
| 1996/97            | Top division       | 11                 | 42                 | 14                 | 15                 | 13                 | 54–47              |
| 1997/98            | Top division       | 3                  | 42                 | 18                 | 12                 | 12                 | 56–37              |
| Division 1         |                    |                    |                    |                    |                    |                    |                    |
| 1998/99            | Top division       | 17                 | 34                 | 6                  | 15                 | 13                 | 30–54              |
| Division 2         |                    |                    |                    |                    |                    |                    |                    |
| 1999/00            | Top division       | 4                  | 38                 | 18                 | 8                  | 12                 | 53–41              |
| 2000/01            | Top division       | 1                  | 38                 | 21                 | 12                 | 5                  | 67–27              |
| Division 1         |                    |                    |                    |                    |                    |                    |                    |
| 2001/02            | Top division       | 8                  | 34                 | 12                 | 10                 | 12                 | 41–40              |
| Ligue 1            |                    |                    |                    |                    |                    |                    |                    |
| 2002/03            | Top division       | 5                  | 38                 | 17                 | 13                 | 8                  | 46–31              |
| 2003/04            | Top division       | 5                  | 38                 | 18                 | 9                  | 11                 | 54–42              |
| 2004/05            | Top division       | 10                 | 38                 | 13                 | 11                 | 14                 | 42–41              |
| 2005/06            | Top division       | 15                 | 38                 | 11                 | 11                 | 16                 | 34–47              |
| 2006/07            | Top division       | 7                  | 38                 | 15                 | 12                 | 11                 | 46–48              |
| 2007/08            | Top division       | 14                 | 38                 | 10                 | 14                 | 14                 | 34–43              |
| 2008/09            | Top division       | 14                 | 38                 | 10                 | 12                 | 16                 | 40–48              |
| 2009/10            | Top division       | 16                 | 38                 | 11                 | 8                  | 19                 | 28–52              |
| 2010/11            | Top division       | 5                  | 38                 | 17                 | 7                  | 14                 | 60–43              |
| 2011/12            | Top division       | 14                 | 38                 | 11                 | 9                  | 18                 | 40–60              |
| 2012/13            | Top division       | 15                 | 38                 | 10                 | 11                 | 17                 | 41–57              |
| 2013/14            | Top division       | 18                 | 38                 | 10                 | 10                 | 18                 | 37–61              |
| Ligue 2            |                    |                    |                    |                    |                    |                    |                    |
| 2014/15            | Top division       | 10                 | 38                 | 13                 | 13                 | 12                 | 39–37              |
| 2015/16            | Top division       | 15                 | 38                 | 9                  | 15                 | 14                 | 34–36              |
| 2016/17            | Top division       | 13                 | 38                 | 11                 | 13                 | 14                 | 38–43              |
| 2017/18            | Top division       | 10                 | 38                 | 15                 | 8                  | 15                 | 51–62              |

## Selectie 2019/2020
| Nr. | Positie | Speler                    |
| --- | ------- | ------------------------- |
| 2.  | V       | / Pape Paye               |
| 3.  | V       | Nicolas Senzemba          |
| 4.  | V       | Adolphe Teikeu            |
| 5.  | V       | Maxence Lacroix           |
| 6.  | M       | Ousseynou Thioune         |
| 7.  | M       | / Sofiane Diop            |
| 8.  | M       | / Sofiane Daham           |
| 9.  | A       | Sloan Privat              |
| 10. | M       | / Fabien Ourega           |
| 12. | A       | / Tope Obadeyi            |
| 13. | V       | Christopher Rocchia       |
| 14. | A       | / Thomas Touré            |
| 15. | A       | Bryan Lasme               |
| 16. | DM      | Maxence Prévot (kapitein) |
| 17. | V       | / Rayan Senhadji          |
| 18. | V       | Christophe Diedhiou       |
| 19. | V       | Romain Sans               |

| Nr. | Positie | Speler            |
| --- | ------- | ----------------- |
| 20. | M       | / Younès Kaabouni |
| 21. | M       | Martin François   |
| 22. | V       | / Salem M'Bakata  |
| 23. | V       | Boris Moltenis    |
| 25. | M       | Rassoul Ndiaye    |
| 26. | V       | / Jason Pendant   |
| 27. | A       | Abdoulaye Sané    |
| 28. | M       | Gaëtan Weissbeck  |
| 29. | M       | Jérémy Livolant   |
| 30. | DM      | Lawrence Ati      |
| 31. | A       | Victor Glaentzlin |
| 32. | M       | Isaak Umbdenstock |
| 33. | V       | Nathan Zohoré     |
| 40. | DM      | Aubin Long        |
| /.  | A       | / Manuel Semedo   |
| /.  | M       | Melvin Sitti      |

## FC Sochaux in Europa
FC Sochaux speelt sinds 1972 in diverse Europese competities. Hieronder staan de competities en in welke seizoenen de club deelnam:
- Europa League (1x)

2011/12
- UEFA Cup (8x)

1972/73, 1976/77, 1980/81, 1982/83, 1989/90, 2003/04, 2004/05, 2007/08
- Intertoto Cup (1x)

2002

## Bekende (oud-)spelers
- Jan Klijnjan
- Henk Vos
- Olivier Werner
- Joël Bats
- Mehmed Baždarević
- Ryad Boudebouz
- Jérémie Bréchet
- Francisco José Carrasco

- Sébastien Corchia
- Stéphane Dalmat
- El Hadji Diouf
- Frédéric Duplus
- Pierre-Alain Frau
- Mevlüt Erdinç
- Faruk Hadžibegić
- Brown Ideye
- Lucien Laurent

- Anthony Le Tallec
- Danijel Ljuboja
- Modibo Maïga
- Marvin Martin
- Benoît Pedretti
- Ivan Perišić
- Franck Sauzée
- Marcus Thuram